# 石阡河
石阡河，是中国长江流域的一条河流，汇入乌江中游右岸，属于乌江水系。河长114千米，流域面积2084平方千米，多年平均流量45立方米每秒。自然落差502米。水能理论蕴藏量1万千瓦。